# Fúquene
Fúquene – miasto w Kolumbii, w departamencie Cundinamarca.